# 大窪村
大窪村（おおくぼむら）は、神奈川県足柄下郡にかつてあった村である。
現在の神奈川県小田原市板橋、水之尾、風祭、入生田に相当する。

## 地理
神奈川県の西部、現在の小田原市の中央部に位置し、早川の北岸域を占める。
- 山：塔ノ峰（標高566.3m）
- 河川：早川
- 水路：小田原早川上水、荻窪用水（いずれも早川を水源とする。）

## 歴史

### 沿革
- 1889年（明治22年）4月1日 - 町村制施行により、足柄下郡板橋村、水野尾村、風祭村、入生田村の区域をもって大窪村が成立。
- 1940年（昭和15年）12月20日 - 足柄下郡小田原町、早川村、足柄町および酒匂村の一部（網一色・山王原）と合併して小田原市が発足。同日大窪村廃止。

## 行政
- 村役場庁舎は1928年（昭和3年）に建てられた、当時の庁舎建築に見られる洋風の木造2階建ての建物で、現在でも小田原市役所大窪支所として使われている（小田原市板橋179-5）。
- 村長を務めた市川文次郎は、板橋村だった頃の1888年（明治21年）に小田原早川上水の分水事件で小田原町と交渉した人物である。

## 地域

### 教育
- 村立大窪尋常高等小学校 - 1873年創立の「有禎館」が前身。現:小田原市立大窪小学校

## 交通

### 道路
- 国道1号（旧東海道）

### 鉄道路線
- 箱根登山鉄道
  - 鉄道線：箱根板橋駅 - 風祭駅 - 入生田駅
  - 小田原町内線：箱根板橋駅

1935年（昭和10年）に上記の2路線が開業するまでは、箱根登山鉄道軌道線が村内を通っていた。